# Song Qingling (landhockeyspelare)
Song Qingling, född den 3 januari 1986 i Liaoning, Kina, är en kinesisk landhockeyspelare.
Hon tog OS-silver i damernas landhockeyturnering i samband med de olympiska landhockeytävlingarna 2008 i Peking.